# Colite linfocitica
La colite linfocitica è un sottotipo di colite microscopica, una condizione caratterizzata da diarrea acquosa cronica non sanguinolenta.

## Eziologia
Nessuna causa specifica è stata indicata. Il picco di incidenza della colite linfocitica è nelle persone di età superiore ai 50 anni; la malattia colpisce allo stesso modo donne e uomini. Alcuni rapporti hanno implicato l'uso a lungo termine di FANS, inibitori della pompa protonica e inibitori selettivi della ricaptazione della serotonina e altri farmaci. Associazioni con altri disturbi autoimmuni suggeriscono che si verificano risposte immunitarie iperattive.

## Diagnosi
La colonscopia è normale, ma l'istologia della biopsia mucosa rivela un accumulo di linfociti nell'epitelio del colon e nel tessuto connettivo (lamina propria). La colite collagenosa condivide questa caratteristica, ma mostra anche un ispessimento caratteristico della tavola di collagene sottoepiteliale.

## Terapia
Budesonide, nei preparati a rilascio del colon, ha dimostrato in studi randomizzati controllati di essere efficace nel trattamento di questo disturbo. Aiuta a controllare i sintomi della diarrea e il trattamento viene solitamente somministrato per diverse settimane. A volte viene utilizzato per prevenire frequenti ricadute.
I farmaci antidiarroici da banco possono essere efficaci per alcune persone con colite linfocitica. Farmaci antinfiammatori, come salicilati, mesalazina e corticosteroidi sistemici possono essere prescritti per le persone che non rispondono ad altri trattamenti farmacologici. La prognosi a lungo termine per questa malattia è buona con una percentuale di persone che soffrono di ricadute che rispondono al trattamento.

## Storia
La colite linfocitica è stata descritta per la prima volta nel 1989.